# 札幌東宝公楽
札幌東宝公楽（さっぽろとうほうこうらく）は、かつて存在した日本の映画館である。所在地は札幌市中央区南5条西3丁目、北海道東宝株式会社が経営・運営した。旧名称美満壽館（みますかん）、札幌大映劇場（さっぽろだいえいげきじょう）、東宝公楽劇場（とうほうこうらくげきじょう）、札幌東宝劇場（さっぽろとうほうげきじょう）。

## 沿革
- 1921年（大正10年） すすきの一帯の地域おこしのため、地元有志の提唱により美満壽館を設立、開場する。
- 1949年（昭和24年） 札幌大映劇場に改称され、大映の封切館となる。
- 1955年（昭和30年） 東宝の直営館となり、館名を東宝公楽劇場に改称。
- 1970年（昭和45年）12月5日  改築され、ビルの3階に札幌東宝劇場として再開場された。
- 1974年（昭和49年） 札幌東宝公楽に改称。
- 1995年（平成7年） 7月1日 「さっぽろ映画祭リターンズ'95」が開催される。
- 2009年（平成21年）8月1日 施設管理者の札幌公楽興業株式会社が東宝株式会社に吸収合併される[1]。
- 2010年（平成22年） 8月31日 閉館。
- 2015年（平成27年）12月4日 跡地に「ラウンドワン札幌すすきの店」がグランドオープン[2][3]。

## データ
- 所在地：北海道札幌市中央区南5条西3丁目6番地1[2]
- 運営
  - 東宝北海道興行株式会社（1962年 - 1970年）
  - 北海道東宝株式会社（1970年 - 2010年）
- 施設管理者：札幌公楽興業株式会社（1946年12月23日 - 2009年8月1日[1]）
- 座席数：998席（1955年 - 1969年[4]）→536席（1970年 - 1993年頃）→ 470席（1994年頃 - 閉館まで）

## 略歴・概要

### 美満壽館時代

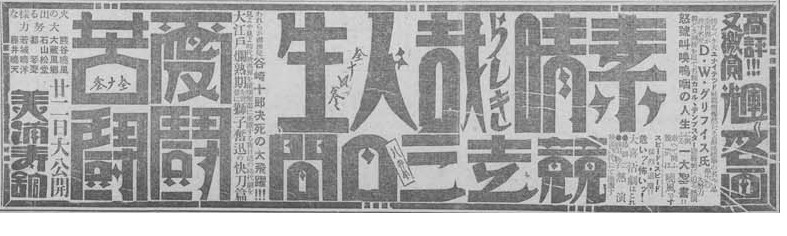
『北海タイムス』1927年4月22日付に掲載された同館の広告。

1921年（大正10年）、札幌区南5条西3丁目（現在の札幌市中央区南5条西3丁目）に美満壽館として設立される。大正末年の1920年代には、札幌市内の映画館は、同館のほか、錦座、帝国館、中央館、遊楽館、金春館、松竹館、エンゼル館、八二館の8館が存在した。
1927年（昭和2年）4月22日付『北海タイムス』に同館が出した広告によれば、ユナイテッド・アーティスツが1924年（大正13年）に製作したD・W・グリフィス監督の『素晴らしき哉、人生!』、日活大将軍撮影所が製作し同年2月9日に東京では公開されていた内田吐夢監督の現代劇『競走三日間』、同じく同年1月28日に東京では公開されていた中山呑海監督の時代劇『愛闘苦闘』が2か月遅れで上映されている。同年の時点では、札幌市内の映画館は、同館のほか、九島興行の中央館、遊楽館、三友館（のちの日活館）、および盛賑館、松竹座、エンゼル館、別当興業の美登喜館、八二館の8館が存在しており、3年後の1930年（昭和5年）時点でも変わらなかった。当時同館専属の活動弁士に、作家の小林多喜二と親交があった五條楓声がいた。1928年（昭和3年）5月10日には、樺太庁豊原高等女学校の4年生が修学旅行を行った際、美満壽館で活動写真を観賞した記録が残っているが、稚内北星学園大学の資料では、女学生達が観賞した作品については触れられていない。
第二次世界大戦終戦から4年後の1949年（昭和24年）、札幌大映劇場に改称され、大映の封切館となったが、その後、同館の東宝による買収にあたり、「札幌大映劇場」は北4条西3丁目に移転した（1974年閉館）。

### 東宝系の劇場
ライバル館「東宝日本劇場」が南1条西1丁目に開業した翌年の1955年（昭和30年）、東宝の直営館となり、館名を東宝公楽劇場に改称。同時に座席数100席ほどの名画座「公楽文化劇場」を併設。日本アート・シアター・ギルド作品も上映していた。全国の映画館数がピークを迎えた1960年（昭和35年）、札幌市内の映画館は51館に達し、そのうち南5条方面には当館2スクリーンと札幌新東宝劇場（2丁目）の計3館があった。
1969年（昭和44年）、大正期の開館以来の建物を取り壊し、翌1970年（昭和45年）12月5日に地下2階・地上7階建てのビルディングに改築、3階に札幌東宝劇場として再開場する。このころには、エンゼル館と松竹座はすでになく（前者は1968年、後者は1970年閉館）、須貝興行は旧・札幌劇場の跡地に須貝ビル（後のディノス札幌中央）を建設（1968年）。南4条西3丁目にあった札幌日活劇場はロマンポルノ上映館へと転向（1971年 - 1988年）している。
1974年（昭和49年）、館名を札幌東宝公楽に再改称、東京の千代田劇場→日劇東宝→日劇2→TOHOシネマズ日劇（スクリーン2）系列の邦画ロードショー館となった。定員470人（改築当初は536人）。東宝日劇（552席）閉館後は道内にある東宝系映画館（シネコン含む）の中でも最大規模を誇る映画館となっていた。デジタル音響は非対応。劇場正面に手書きの映画看板を掲げていた道内最後の映画館であった。
1995年（平成7年）7月1日には『さっぽろ映画祭リターンズ'95』が行われ、同映画祭で上映された『119』の監督を務めた俳優・竹中直人が訪れ舞台挨拶を行った。また2002年（平成14年）10月5日封切の『明日があるさ THE MOVIE』では、同作出演の東野幸治、山田花子、ロンドンブーツ1号2号が舞台挨拶で来館している。
2010年（平成22年）、シネマコンプレックスの台頭などで、470席1スクリーンの規模では、今後の経営継続が困難な状況になるため、同館の閉鎖が発表された。同年7月10日封切の『劇場版ポケットモンスター ダイヤモンド&パール 幻影の覇者 ゾロアーク』が最後のロードショー作品となった。同年8月28日 - 同31日までの4日間は、閉館イベントとして、『ゴジラ（第1作）』と『ドラえもん のび太の恐竜』（28日・29日）、『天国と地獄』と『ALWAYS 三丁目の夕日』（30日・31日）が上映された。東宝系劇場として55年、美満寿館時代から数えると89年の歴史に幕を閉じた。同日には旭川市にあった同じ東宝系の映画館「旭川東宝」も閉館している。

### 跡地再開発
その後は他のテナントが営業を継続する中、映画館跡地の再利用がなかなか進まず、動向が注目されていたが、同会館6階にあったキャバレー「札幌クラブハイツ」が2013年（平成25年）2月28日に閉店するなどテナントの撤退が相次いだことや、建物の老朽化を機に同年2月26日付で東宝は同会館跡地の再開発計画を発表した。当初は同年5月以降の解体を予定していたが、結局は最後まで残った北海道銀行薄野支店が移転（後述）した直後の2014年（平成26年）2月1日に建て替え開始となり、2015年（平成27年）10月31日に完成。同年12月4日、同ビル1階 - 9階部分に「ラウンドワン札幌すすきの店」がグランドオープンした。

なお当館閉館から5年後の2015年5月31日に恵庭・東宝シネマ8（恵庭市）が閉館し、北海道東宝株式会社の運営映画館が消滅。北海道東宝株式会社自体も2016年5月31日付で会社解散となった。
当館閉館から13年後の2023年11月30日には、付近に新規に建設されたCOCONO SUSUKINOに「TOHOシネマズすすきの」（TOHOシネマズ運営）が開業した。

## おもな上映作品

### 美満壽館
- 『素晴らしき哉、人生!』 Isn't Life Wonderful : 監督D・W・グリフィス、ユナイテッド・アーティスツ、1924年（同館では1927年）[6]
- 『競走三日間』 : 監督内田吐夢、日活大将軍撮影所、1927年[6]
- 『愛闘苦闘』 : 監督中山呑海、日活大将軍撮影所、1927年[6]

### 東宝系時代にシリーズ上映を貫いた作品
- ゴジラシリーズ
- 社長シリーズ
- 駅前シリーズ
- 加山雄三の若大将シリーズ
- ハナ肇とクレージーキャッツ主演シリーズ
- 国際秘密警察シリーズ（全5作）
- 山口百恵・三浦友和主演シリーズ（全12作）
- 青春の門シリーズ（全4作）
- 石坂浩二の金田一耕助シリーズ（全5作。『犬神家の一族』のリメイク版は札幌CF、UC札幌で上映）
- たのきんトリオスーパーヒットシリーズ（全6作）
- 武田鉄矢の刑事物語シリーズ（全5作）
- 松田聖子主演シリーズ（全3作）
- 吉川晃司主演シリーズ（全4作）
- ホイチョイ・ムービーシリーズ（全5作）
- 夜逃げ屋本舗（3部作）
- 学校の怪談（全4作）
- リング（3部作）
- トリック劇場版（1作目、2作目、3作目）
- 着信アリ（1作目、2作目。完結篇『Final』は札幌CF、UC札幌で上映）
- 海猿 ウミザル（1作目、2作目。完結篇『THE LAST MESSAGE』は札幌CF、UC札幌で上映）
- ALWAYS 三丁目の夕日（正編・続編）
- 20世紀少年（全3章）
- 東宝チャンピオンまつり
- ドラえもんシリーズ（旧作全25作。新シリーズも第5作まで上映された）
- クレヨンしんちゃんシリーズ（第2作から第18作まで。第1作は札幌東宝プラザで上映）
- ポケットモンスターシリーズ（第2作および第4作から最終封切作品となった第13作まで。第1作と第3作は札幌東宝プラザで上映）
- とっとこハム太郎シリーズ（第3作まで。最終作は札幌CFで上映）

## フロア構成
| 階  | 東宝公楽ビル （2021年11月現在）                                                                                | 東宝公楽会館 （2012年1月時点）                                | 備考 |
| --- | --- | ------------------------------------------------------------- | --- |
| 9F  | ラウンドワン札幌すすきの店                                                                                     |                                                               | |
| 8F  | ラウンドワン札幌すすきの店                                                                                     |                                                               | |
| 7F  | ラウンドワン札幌すすきの店                                                                                     | 手作り居酒屋「甘太郎」 海と大地の味便り「春花秋灯」           | |
| 6F  | ラウンドワン札幌すすきの店                                                                                     | 札幌クラブハイツ （東京テアトル系列の札幌開発株式会社が運営） | |
| 5F  | ラウンドワン札幌すすきの店                                                                                     | 札幌開発株式会社事務所 地酒と海鮮旬感料理「三ノ吉」           | |
| 4F  | ラウンドワン札幌すすきの店                                                                                     | 東宝公楽会館管理事務所 割烹いそ田                             | 割烹いそ田 中央区南4条西3丁目2-6 LC16番館1階（2012年8月～）                                                         |
| 3F  | ラウンドワン札幌すすきの店                                                                                     | スナックかーにばる「ゆめや」 （三川屋会館運営）               | |
| 2F  | ラウンドワン札幌すすきの店                                                                                     | さっぽろっこ （居酒屋・和食・郷土料理）                       | さっぽろっこ 中央区南4条西3丁目 第2グリーンビル2階（2013年4月22日～）                                               |
| 1F  | ラウンドワン札幌すすきの店 マツモトキヨシ札幌南5条西三丁目店 （2019年12月13日～） 築地銀だこ札幌東宝公楽ビル店 | 平禄寿司 フラワーショップ「メヌエット」 北海道銀行薄野支店    | 北海道銀行薄野支店 中央区南4条西5丁目 札幌 東急REIホテル（旧「札幌東急イン」）1階 （2014年1月27日～）               |
| B1F | UTAGE SAPPORO （2020年10月30日～）                                                                             | つぼ八南5条店 串鳥番外地すすきの店                            | つぼ八南5条店 中央区南5条西2丁目 オークラビル地下2階串鳥番外地 中央区南4条西3丁目 N-PLACEビル3階（2013年3月27日～） |
| B2F | | 空調機械室（関係者以外立入禁止）                              | |

## 道内の東宝系映画館
現存
- 札幌シネマフロンティア - TOHOシネマズ・松竹・ティ・ジョイ（東映系）の共同経営。2012年より運営自体はTOHOシネマズが受託。
- TOHOシネマズすすきの - TOHOシネマズ運営。札幌東宝公楽があった場所のすぐ北西の区画（南4条西4丁目）に位置する。

閉館
- 札幌東宝プラザ - 貸ホール『札幌プラザ2・5』を経て、現在はディノスシネマが映画館『サツゲキ』を運営
- 日本劇場 (札幌市) - 北海道東宝株式会社が経営・運営
- 函館東宝 - 北海道東宝株式会社が経営・運営
- 旭川東宝 - 北海道東宝株式会社が経営・運営
- 恵庭・東宝シネマ8 - 北海道東宝株式会社が経営・運営